# Тахиграфия
Тахиграфи́я (греч. ταχύς + γράφω — быстрописание) — стенография в античные и средние века.
Греческой тахиграфии предшествовали две документально подтверждённые попытки реформы принятого в Афинах (ок. 350 до н. э.) и Дельфах (277—276 до н. э.) обычного письма. Символическое письмо, в основу которого был положен принцип тироновых значков, в I в. н. э. (?) приняло вид слоговой тахиграфии. 
Самым древним датированным свидетельством её практического применения является договор с преподавателем тахиграфии, а также рукописи, надгробные надписи (со II в.), папирусы и  восковые таблички (III—VII вв.). Элементами тахиграфии являются значки сокращений слов, слогов и «пояснитель», включающий в себя более 800 символов. Достоверно известно, что тахиграфия практически использовалась вплоть до VI в., факт её применения в период VII—XII вв. документально не подтверждён. 
Так называемая книжная тахиграфия представляла собой итало-греческую систему, называвшуюся также «система Гроттаферрата», и использовалась при переписывании книг в VII—VIII вв. и особенно в X—XII вв. Эта тахиграфия применялась вплоть до XVII в. На папирусах и восковых табличках III—V вв. сохранилось примерно 810 групп символов греческой тахиграфии, которые вошли в выпущенное в Лондоне в 1934 издание «Greek Shorthand Manuals. Syllabary and Commentary».